# Acta Única Europea
L'Acta Única Europea, sovint anomenada senzillament Acta Única, és un tractat de reforma dels Tractats de París i Roma. Fou firmada a la ciutat de Luxemburg el 17 de febrer de 1986 (per Alemanya, França, Bèlgica, Països Baixos, Luxemburg, Irlanda, Regne Unit, Espanya i Portugal) i a la ciutat de La Haia el 28 de febrer del mateix any (per Dinamarca, Itàlia i Grècia), tots ells estats integrants aleshores de la Comunitat Europea (CE), i entrà en vigor l'1 de juliol de 1987.
Aquesta acta va contribuir de forma decisiva a la constitució de la Unió Europea (UE) cinc anys després.
Aquest tractat va fixar les bases d'una política econòmica i monetària que més tard desembocaria en la creació de la moneda única.

## Orígens
A la dècada del 1980 hi va haver un gran descontentament entre els estats membres de la Comunitat Europea (CE) per la falta d'entesa en la política comuna de lliure comerç. Els líders polítics i empresarials desitjaven harmonitzar la legislació entre els països, i per tal d'agilitzar tots els tràmits es creà una comissió per analitzar i procedir a la creació d'un mercat comú a la CE, observant quines mesures caldria adoptar per a assolir aquest objectiu per part dels 12 estats membres.
En aquesta acta també es va presentar oficialment el concepte de la Cooperació Política Europea, que va ser el precursor de la Política Exterior i Seguretat Comuna de la Unió Europea (UE).
Principals punts establerts:
- Creació d'un mercat comú, que es va fer realitat l'1 de gener de 1993.
- creació d'un sistema de cooperació política europea en els camps de la investigació, tecnologia, medi ambient, seguretat i defensa.
- millora de les estructures de decisió de la Comunitat Europea, prenent importància l'enfortiment dels drets del Parlament Europeu.

## Tractat de Maastricht
El Tractat de Maastricht signat el 7 de febrer de 1992 pels membres de la Comunitat Europea entrà en vigor l'1 de novembre de 1993 i portà a la creació de la Unió Europea que en endavant substituí a la CE.